# Christian Schiefer
Christian Schiefer (* 23. August 1896 in Davos/Graubünden; † 19. Oktober 1998 in Lugano/Tessin) war ein Schweizer Fotograf.

## Leben
Anstatt dem Wunsch seiner Mutter folgend Konditor zu werden, machte Schiefer ab 1911 eine Fotografenlehre. Nach dem Militärdienst liess er sich 1920 in Lugano nieder, eröffnete ein Fotoatelier und gründete eine Familie. Zuerst machte er Porträts und Hotelprospekte. Mit der Zeit arbeitete er auch für die Presse. 1938 wurde ihm bei der von der SAIT und von der autonomen Kurverwaltung von Campione d’Italia veranstalteten Internationalen Fotoausstellung der erste Preis verliehen. Im Rahmen der Generalmobilmachung der Schweiz während des Zweiten Weltkriegs wurde Schiefer Fotoreporter beim Militär in der Abteilung Presse und Funkspruch.
Er fotografierte 1945 in Mailand den erhängten Mussolini. Diese Bilder verkaufte Schiefer an eine amerikanische Agentur und wurden weltberühmt.
Der wirtschaftliche und kulturelle Wiederaufstieg des Tessin und der norditalienischen Lombardei ermöglichte Schiefer eine Karriere als Starfotograf bei internationalen Presseagenturen und schweizerischen wie deutschen Illustrierten.
Nach 73-jähriger Tätigkeit verkaufte er sein Fotoatelier erst 1986. 1994 erwarb das Staatsarchiv Bellinzona sein Werk.